# Zbigniew Rybczyński
Zbigniew Rybczyński (født 27. januar 1949 i Łódź) er en Oscarvindende polsk instruktør, som har modtaget flere internationale filmpriser. 
Rybczyński studerede kinematografi ved Leon Schiller statslige højskole for film, fjernsyn og teater i Łódź. Han var aktiv i avantgardegruppen "Warsztat Formy Filmowej" og arbejdede i filmstudiet Se-Ma-For, hvor han blandt andet realiserede filmene Plamuz (1973), Zupa (1974), Nowa Książka (1975) og Tango (1980), som alle blev entusiastisk modtaget på filmfestivaler. Det var filmen Tango, der blev hans store succes. Den gav ham en Oscar i kategorien bedste animerede kortfilm i 1983.
Hans senere film blev realisert med computerteknik, blandt andet Schody, Orkiestra (Emmy for specialeffekter i 1990), Manhattan, Washington og Kafka. Han har også lavet musikvideoer for blandt andre Mick Jagger, John Lennon, Simple Minds, Art of Noise, Chuck Mangione, Pet Shop Boys, The Alan Parsons Project, Yoko Ono, Lou Reed, Supertramp, Rush og Lady Pank.